# Elizabethtown (aldea)
Elizabethtown es un área no incorporada (o conocidas como aldea) ubicada en el condado de Essex en el estado estadounidense de Nueva York. Elizabethtown se encuentra ubicada dentro del pueblo de Elizabethtown. Elizabethtown es también la sede de condado del condado de Essex.

## Geografía
Elizabethtown se encuentra ubicada en las coordenadas 44°12′59″N 73°35′26″O / 44.21639, -73.59056.